# 網本麻里
網本 麻里（あみもと まり、 1988年11月15日 - ）は、大阪府大阪市出身の女子車いすバスケットボール選手。ポジションはフォワード。大阪国際大学卒業。関西の車椅子バスケチーム「カクテル」（女子チーム）、伊丹スーパーフェニックス（男子チーム）に所属。車いすバスケットボール女子日本代表キャプテン。

## 来歴
先天性の右足つま先の骨内側に折れ曲がるように変形する先天性内反足という障害があったが、2歳で器械体操を始め、小学校3年生の時からミニバスケットボールをプレーしていた。プレー後は足に痛みが発生しており、中学では1年生のときには医師よりバスケを禁止されたが、中学2年のときはチームのキャプテンを務め、地区選抜チームに選出されていた。2年の夏にはつま先の骨を切る手術をしてから足に体重をかけることができなくなり、バスケットボールを断念し、マネージャーとなった。3年生の時、引退試合に1分だけ出場した。
その後は母と一緒に訪れた大阪市長居障害者スポーツセンターで車いすバスケットボールに出あった。高校1年生の2004年、19歳以下なら誰でも参加できるオーストラリア車いすバスケキャンプで本格的に競技を行うことを意識し、帰国後、「カクテル」に入団した。16歳で日本代表に選ばれ、以来代表を続けている。
2005年、2005年U23ジュニア世界選手権（男女混合）で準優勝
2007年の6月に行ったドイツとの親善試合では世界記録となる1試合38得点を記録した。2008年の2月にもアメリカ合衆国、カナダ、オーストラリアと共に行った国際親善女子車いすバスケットボール大阪大会（大阪カップ）では日本から唯一の優秀選手に選ばれている。同年、チーム最年少の19歳で北京パラリンピックの代表に選出され、チームは4位入賞し、自身は7試合133得点を記録し、大会の得点王に輝いた。
2011年、車椅子バスケット女子U25世界選手権大会のメキシコ戦で、51得点し1試合得点の女子世界記録を打ち立てた。大阪カップでオーストラリアの選手から勧誘され、オーストラリア女子車いすバスケリーグ（WNWBL）のStacks Goudkamp Bears（シドニー）に入団。2013年に準優勝メンバーとなり、自身はファイナルのMVPを受賞した。
2014年、MineCraft Queensland Cometsに移籍。2015年は日本での活動に専念した後、2016年に再びCometsに入団。同時期にカクテルのチームメイト・吉田絵里架と北田千尋もWNWBLに参戦している。
2016年、ドイツ・車いすバスケットボール・ブンデスリーガのRBCケルン99ersに入団。男女混合のブンデスリーガでともにドイツ初参戦の豊島英、村上直広とチームメイト。
2018年、スペインのAmfivに入団。
2019年7月からビームス所属。
2021年8月開幕の東京パラリンピックで藤井郁美とともに共同キャプテンを務めた。日本にとって3大会ぶりのパラリンピックで2勝をあげ、6位入賞。オーストラリア戦で13得点、11リバウンド、11アシストでトリプル・ダブルを記録した。
オーストラリアのプロ車いすバスケットボールチームが獲得に動いたこともある。

## 日本代表歴
- 2005 U23ジュニア世界選手権（男女混合） 準優勝
- 2006 世界選手権 6位
- 2008 北京パラリンピック 4位 得点王
- 2009 U23ジュニア世界選手権（男女混合）
- 2010 世界選手権
- 2010 アジアパラ競技大会 優勝
- 2011 アジア・オセアニアチャンピオンシップス オールスター5
- 2011 U25世界選手権 オールスター5、得点王
- 2013 アジア・オセアニアチャンピオンシップス オールスター5受賞
- 2014 世界選手権
- 2014 アジアパラ競技大会 準優勝
- 2015 アジア・オセアニアチャンピオンシップス オールスター5受賞
- 2017 アジア・オセアニアチャンピオンシップス オールスター5受賞
- 2018 アジアパラ競技大会 準優勝
- 2019 アジア・オセアニアチャンピオンシップス
- 2021 東京パラリンピック 6位